# Léopold Davout
Léopold Claude Étienne Jules Charles Davout, hertug af Auerstädt [da’vu, også da’vut] (9. august 1829 i Escolives – 9. februar 1904) var en fransk general.
Han gennemgik militærskolen i Saint-Cyr, deltog i kampene i Afrika og Italien og havde 1859 nået majorsrang. Ved kapitulationen af Metz blev han som oberst og regimentskommandør krigsfange. Efter sin tilbagekomst fra fangenskabet kæmpede han mod Pariserkommunen, blev 1871 brigadegeneral og 1877 divisionsgeneral. 1880 fik han 10. korps i Rennes og 1884 19. Korps i Algier. Allerede det følgende år vendte han tilbage som guvernør i Lyon og indtrådte 1888 som medlem af Conseil supérieur de la guerre. 1864 havde Napoleon III givet ham titlen hertug af Auerstädt. 1895 blev han ordenskansler for Æreslegionens orden, hvilket han var til 1901.